# Маслёнок лиственничный
Маслёнок ли́ственничный (лат. Suillus grevillei) — гриб из рода Маслёнок (Suillus) семейства Маслёнковые (Suillaceae). Произрастает с лиственницей и имеет шляпку различных оттенков жёлтого или оранжевого цвета.
Латинские синонимы:
- Boletopsis flava (With.) Henn., 1900
- Boletus flavus With., 1786 basionym
- Ixocomus flavus (With.) Quél., 1890
- Suillus flavus (With.) Singer, 1945
- Boletus grevillei Klotzsch, 1832 и др.[1]

## Описание

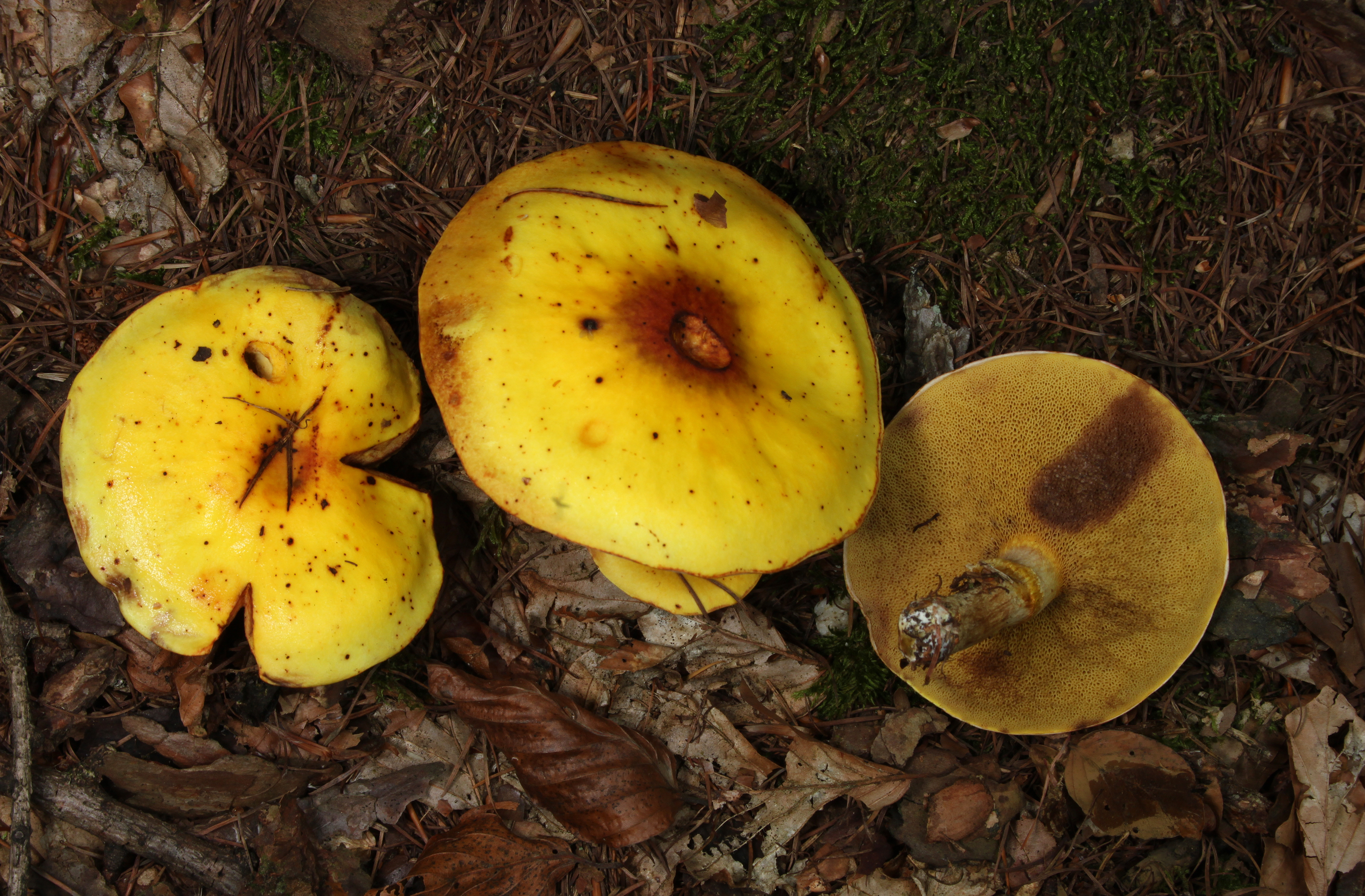

Диаметр шляпки составляет 3—15 см; шляпка имеет подушковидно-выпуклую, плоско-выпуклую, позже плоскую или плоско-распростёртую форму, на ощупь клейкая, гладкая, голая, покрыта слизью, цвет шляпки — лимонно-жёлтый, желтовато-оранжевый, ярко-жёлтый, оранжево-жёлтый, золотисто-жёлтый, серо-буро-жёлтый или золотисто-коричневый. Кожица со шляпки снимается с трудом.
Мякоть лимонно-жёлтая или светло-жёлтая, под кожицей буроватая, на срезе у молодых грибов не изменяется, у зрелых немного розовеет или становится красно-коричневой, потом буреет, мягкая и сочная, твёрдо волокнистая.
Трубчатый слой приросший, слабонисходящий, вначале закрыт желтоватым плёнчатым покрывалом, поры желтоватые, оливково-жёлтые, мелкие, угловато-округлые, при надавливании буреют.
Ножка 4,5—12 см высотой и 1—3 см толщиной, булавовидная, цилиндрическая или изогнутая, сплошная, зернисто-сетчатая сверху, с кольцом белого или желтоватого цвета, цвет ножки тот же, что и шляпки, или красновато-бурый, над кольцом ножка часто сетчатая и лимонно-жёлтого цвета.
Споровый порошок имеет охряный или оливково-охристый цвет. Споры 7—10×3—4 мкм, веретеновидной или яйцевидно-эллипсоидной формы, бледно-жёлтого цвета, гладкие.

## Экология и распространение
Образует микоризу с лиственницей. Встречается в лесах с участием лиственницы, в насаждениях, садах, иногда плодовые тела можно найти далеко от дерева-хозяина. Широко распространён в Европе и Северной Америке, в России: Европейская часть, Урал, Сибирь, Дальний Восток. Растёт группами, предпочитает кислые, богатые почвы.
Сезон июль — сентябрь.
В последнее время сроки произрастания лиственничного маслёнка значительно расширились. Самая ранняя известная находка — 11 июня, также лиственничные маслята встречаются вплоть до конца октября.

## Сходные виды
Другие маслята, растущие под лиственницей, встречаются значительно реже:
- Маслёнок серый (Suillus aeruginascens) более тусклой серо-коричневой окраски
- Маслёнок ржаво-красный (Suillus tridentinus) с густыми волокнистыми чешуйками на шляпке, известен в Западной Сибири

## Употребление
Съедобен, используется в супах, жареным, солёным, маринованным (предварительно отваривается 10—15 минут).